# Wonones I
Wonones I (? – zm. 19) – król Partów w latach 8/9–11/12 i Armenii w latach 12–15.

## Życiorys
Wonones był najstarszym synem Fraatesa IV, który ok. 10 r. p.n.e. zdecydował się go wysłać wraz z trzema braćmi do Rzymu, by tron mógł objąć jego najmłodszy syn Fraates V. Po obaleniu Orodesa III partyjska arystokracja poprosiła Augusta o przysłanie do Partii jednego z synów Fraatesa IV, i cesarz przysłał Wononesa. Objął on władzę w 8 lub 9 roku, jednak rychło zniechęcił do siebie wcześniej proszących o jego przybycie arystokratów restrykcyjną polityką finansową oraz swoimi grecko-rzymskimi obyczajami. Tacyt opisał postać króla nieprzestrzegającego partyjskich zwyczajów:
Wzgardę ich podsycał jeszcze sam Wonones, który ze zwyczajami przodków zerwał, rzadko polował, mało o konie się troszczył; ilekroć po miastach pochód odbywał, kazał się nieść w lektyce, a narodowe uczty budziły w nim odrazę. Szydzono też z jego greckiego orszaku i z tego, że na najlichsze zapasy pieczęcie nakładano.
W roku 10 lub 11 wystąpił przeciwko niemu nowy pretendent do tronu, pochodzący z Hyrkanii Artabanus. Początkowo Wonones pokonał go, ale jego niepopularność sprawiła, że w 11 lub 12 roku musiał ostatecznie całkowicie wycofać się z Partii do Armenii, gdzie objął niedawno opuszczony tron tego królestwa. Artabanus, teraz nowy król Partów, naciskał go jednak również na terenie Armenii, a co więcej w roku 14 nowy cesarz rzymski Tyberiusz wycofał swoje wsparcie, nie chcąc otwartej wojny z Partami. W tej sytuacji w roku 15 Wonones uciekł na terytorium rzymskie, a w roku 18 zgodnie z pokojem zawartym przez Rzym z Artabanusem znalazł się w Cylicji, pod nadzorem miejscowego namiestnika. Zginął w roku 19, kiedy próbował uciec spod rzymskiej kurateli.

### Źródła
- Swetoniusz: Żywoty cezarów. Przełożyła, wstępem i komentarzem opatrzyła Janina Niemirska-Pliszczyńska, przedmowę napisał Józef Wolski. Wrocław: Ossolineum, 1987. ISBN 83-04-01648-6.
- Tacyt: Dzieła. Tłumaczenie Seweryn Hammer. T. I. Warszawa: 1957.

### Opracowania
- Encyclopaedia Britannica, 15th edition, Encyclopaedia Britannica Inc., William Benton, Publisher, 1943–1973, Helen Hemingway Benton, Publisher, Chicago/London/Toronto/Geneva/Sydney/Tokyo/Manila/Seoul/Johannesburg.
- Azja zachodnia po Aleksandrze Wielkim. W: E. J. Keall: Cywilizacje starożytne. (red.) Arthur Cotterell. Łódź: Wydawnictwo Łódzkie, 1990, s. 163–174. ISBN 83-218-0708-9.